# Gap
Gap là tỉnh lỵ của tỉnh Hautes-Alpes, thuộc vùng hành chính Provence-Alpes-Côte d'Azur của nước Pháp, có dân số là 36.262 người (thời điểm 1999).

## Các thành phố kết nghĩa
- Traunstein, Bayern
- Pinerolo, Piemont

## Những người con của thành phố
- Guillaume Farel, nhà cải cách của vùng Thụy Sĩ nói tiếng Pháp, cộng sự của Johannes Calvins